# Lista de finais masculinas em duplas do Australian Open
Esta é a lista de finais masculinas em duplas do Australian Open.
Australasian Championships (1905–1926) e Australian Championships (1927–1968) referem-se à era amadora. Australian Open, a partir de 1969, refere-se à era profissional ou aberta.
Normalmente disputado em janeiro, o torneio foi movido para dezembro no período de 1977–1985, voltando à programação anterior a seguir. Para se adequar a essas mudanças, o ano de 1977 teve duas edições - em janeiro e dezembro -, enquanto que 1986 não contou com o evento.

## Por ano
| Ano                                                      | Campeões                            | Vice-campeões                       | Resultado                 | Piso |
| -------------------------------------------------------- | ----------------------------------- | ----------------------------------- | ------------------------- | ---- |
| 2025                                                     | Harri Heliövaara Henry Patten       | Simone Bolelli Andrea Vavassori     | 166–7, 7–65, 6–3          |      |
| 2024                                                     | Rohan Bopanna Matthew Ebden         | Simone Bolelli Andrea Vavassori     | 7–60, 7–5                 |      |
| 2023                                                     | Rinky Hijikata Jason Kubler         | Hugo Nys Jan Zieliński              | 6–4, 7–64                 |      |
| 2022                                                     | Thanasi Kokkinakis Nick Kyrgios     | Matthew Ebden Max Purcell           | 7–5, 6–4                  |      |
| 2021                                                     | Ivan Dodig Filip Polášek            | Rajeev Ram Joe Salisbury            | 6–3, 6–4                  |      |
| 2020                                                     | Rajeev Ram Joe Salisbury            | Max Purcell Luke Saville            | 6–4, 6–2                  |      |
| 2019                                                     | Pierre-Hugues Herbert Nicolas Mahut | Henri Kontinen John Peers           | 6–4, 7–61                 |      |
| 2018                                                     | Oliver Marach Mate Pavić            | Juan Sebastián Cabal Robert Farah   | 6–4, 6–4                  |      |
| 2017                                                     | Henri Kontinen John Peers           | Bob Bryan Mike Bryan                | 7–5, 7–5                  |      |
| 2016                                                     | Jamie Murray Bruno Soares           | Daniel Nestor Radek Štěpánek        | 2–6, 6–4, 7–5             |      |
| 2015                                                     | Simone Bolelli Fabio Fognini        | Pierre-Hugues Herbert Nicolas Mahut | 6–4, 6–4                  |      |
| 2014                                                     | Łukasz Kubot Robert Lindstedt       | Eric Butorac Raven Klaasen          | 6–3, 6–3                  |      |
| 2013                                                     | Bob Bryan Mike Bryan                | Robin Haase Igor Sijsling           | 6–3, 6–4                  |      |
| 2012                                                     | Leander Paes Radek Štěpánek         | Mike Bryan Bob Bryan                | 7–61, 6–2                 |      |
| 2011                                                     | Bob Bryan Mike Bryan                | Mahesh Bhupathi Leander Paes        | 6–3, 6–4                  |      |
| 2010                                                     | Bob Bryan Mike Bryan                | Daniel Nestor Nenad Zimonjić        | 6–3, 56–7, 6–3            |      |
| 2009                                                     | Bob Bryan Mike Bryan                | Mahesh Bhupathi Mark Knowles        | 2–6, 7–5, 6–0             |      |
| 2008                                                     | Jonathan Erlich Andy Ram            | Arnaud Clément Michaël Llodra       | 7–5, 7–64                 |      |
| 2007                                                     | Bob Bryan Mike Bryan                | Max Mirnyi Jonas Björkman           | 7–5, 7–5                  |      |
| 2006                                                     | Bob Bryan Mike Bryan                | Martin Damm Leander Paes            | 4–6, 6–3, 6–4             |      |
| 2005                                                     | Wayne Black Kevin Ullyett           | Bob Bryan Mike Bryan                | 6–4, 6–4                  |      |
| 2004                                                     | Michaël Llodra Fabrice Santoro      | Bob Bryan Mike Bryan                | 7–64, 6–3                 |      |
| 2003                                                     | Michaël Llodra Fabrice Santoro      | Mark Knowles Daniel Nestor          | 6–4, 3–6, 6–3             |      |
| 2002                                                     | Mark Knowles Daniel Nestor          | Michaël Llodra Fabrice Santoro      | 7–64, 6–3                 |      |
| 2001                                                     | Jonas Björkman Todd Woodbridge      | Byron Black David Prinosil          | 6–1, 5–7, 6–4, 6–4        |      |
| 2000                                                     | Ellis Ferreira Rick Leach           | Wayne Black Andrew Kratzmann        | 6–4, 3–6, 6–3, 3–6, 18–16 |      |
| 1999                                                     | Jonas Björkman Patrick Rafter       | Mahesh Bhupathi Leander Paes        | 6–3, 4–6, 6–4, 106–7, 6–4 |      |
| 1998                                                     | Jonas Björkman Jacco Eltingh        | Todd Woodbridge Mark Woodforde      | 6–2, 5–7, 2–6, 6–4, 6–3   |      |
| 1997                                                     | Todd Woodbridge Mark Woodforde      | Sébastien Lareau Alex O'Brien       | 4–6, 7–5, 7–5, 6–3        |      |
| 1996                                                     | Stefan Edberg Petr Korda            | Sébastien Lareau Alex O'Brien       | 7–5, 7–5, 4–6, 6–1        |      |
| 1995                                                     | Jared Palmer Richey Reneberg        | Mark Knowles Daniel Nestor          | 6–3, 3–6, 6–3, 6–2        |      |
| 1994                                                     | Jacco Eltingh Paul Haarhuis         | Byron Black Jonathan Stark          | 6–7, 6–3, 6–4, 6–3        |      |
| 1993                                                     | Danie Visser Laurie Warder          | John Fitzgerald Anders Järryd       | 6–4, 6–3, 6–4             |      |
| 1992                                                     | Todd Woodbridge Mark Woodforde      | Kelly Jones Rick Leach              | 6–4, 6–3, 6–4             |      |
| 1991                                                     | Scott Davis David Pate              | Patrick McEnroe David Wheaton       | 6–7, 7–6, 6–3, 7–5        |      |
| 1990                                                     | Pieter Aldrich Danie Visser         | Grant Connell Glenn Michibata       | 6–4, 4–6, 6–1, 6–4        |      |
| 1989                                                     | Rick Leach Jim Pugh                 | Darren Cahill Mark Kratzmann        | 6–4, 6–4, 6–4             |      |
| 1988                                                     | Rick Leach Jim Pugh                 | Jeremy Bates Peter Lundgren         | 6–3, 6–2, 6–3             |      |
| 1987                                                     | Stefan Edberg Anders Järryd         | Peter Doohan Laurie Warder          | 6–4, 6–4, 7–6             |      |
| Torneio não realizado em 1986, devido à mudança de data. |                                     |                                     |                           |      |
| 1985                                                     | Paul Annacone Christo van Rensburg  | Mark Edmondson Kim Warwick          | 3–6, 7–6, 6–4, 6–4        |      |
| 1984                                                     | Mark Edmondson Sherwood Stewart     | Joakim Nyström Mats Wilander        | 6–2, 6–2, 7–5             |      |
| 1983                                                     | Mark Edmondson Paul McNamee         | Steve Denton Sherwood Stewart       | 6–3, 7–6                  |      |
| 1982                                                     | John Alexander John Fitzgerald      | Andy Andrews John Sadri             | 6–4, 7–6                  |      |
| 1981                                                     | Mark Edmondson Kim Warwick          | Hank Pfister John Sadri             | 6–3, 6–7, 6–3             |      |
| 1980                                                     | Mark Edmondson Kim Warwick          | Peter McNamara Paul McNamee         | 7–5, 6–4                  |      |
| 1979                                                     | Peter McNamara Paul McNamee         | Paul Kronk Cliff Letcher            | 7–6, 6–2                  |      |
| 1978                                                     | Wojtek Fibak Kim Warwick            | Paul Kronk Cliff Letcher            | 7–6, 7–5                  |      |
| 1977 (dez.)                                              | Ray Ruffels Allan Stone             | John Alexander Phil Dent            | 7–6, 7–6                  |      |
| 1977 (jan.)                                              | Arthur Ashe Tony Roche              | Charlie Pasarell Erik Van Dillen    | 6–4, 6–4                  |      |
| 1976                                                     | John Newcombe Tony Roche            | Ross Case Geoff Masters             | 7–6, 6–4                  |      |
| 1975                                                     | John Alexander Phil Dent            | Bob Carmichael Allan Stone          | 6–3, 7–6                  |      |
| 1974                                                     | Ross Case Geoff Masters             | Syd Ball Bob Giltinan               | 6–7, 6–3, 6–4             |      |
| 1973                                                     | Malcolm Anderson John Newcombe      | John Alexander Phil Dent            | 6–3, 6–4, 7–6             |      |
| 1972                                                     | Owen Davidson Ken Rosewall          | Ross Case Geoff Masters             | 3–6, 7–6, 6–2             |      |
| 1971                                                     | John Newcombe Tony Roche            | Tom Okker Marty Riessen             | 6–2, 7–6                  |      |
| 1970                                                     | Robert Lutz Stan Smith              | John Alexander Phil Dent            | 8–6, 6–3, 6–4             |      |
| 1969                                                     | Roy Emerson Rod Laver               | Ken Rosewall Fred Stolle            | 6–4, 6–4                  |      |

### Era amadora
| Ano                                                                        | Campeões                         | Vice-campeões                      | Resultado                   | Piso |
| -------------------------------------------------------------------------- | -------------------------------- | ---------------------------------- | --------------------------- | ---- |
| 1968                                                                       | Dick Crealy Allan Stone          | Terry Addison Ray Keldie           | 10–8, 6–4, 6–3              |      |
| 1967                                                                       | John Newcombe Tony Roche         | Bill Bowrey Owen Davidson          | 3–6, 6–3, 7–5, 6–8, 8–6     |      |
| 1966                                                                       | Roy Emerson Fred Stolle          | John Newcombe Tony Roche           | 7–9, 6–3, 6–8, 14–12, 12–10 |      |
| 1965                                                                       | John Newcombe Tony Roche         | Roy Emerson Fred Stolle            | 3–6, 4–6, 13–11, 6–3, 6–4   |      |
| 1964                                                                       | Bob Hewitt Fred Stolle           | Roy Emerson Ken Fletcher           | 6–4, 7–5, 3–6, 4–6, 14–12   |      |
| 1963                                                                       | Bob Hewitt Fred Stolle           | Ken Fletcher John Newcombe         | 6–2, 3–6, 6–3, 3–6, 6–3     |      |
| 1962                                                                       | Roy Emerson Neale Fraser         | Bob Hewitt Fred Stolle             | 4–6, 4–6, 6–1, 6–4, 11–9    |      |
| 1961                                                                       | Rod Laver Robert Mark            | Roy Emerson Martin Mulligan        | 6–3, 7–5, 3–6, 9–11, 6–2    |      |
| 1960                                                                       | Rod Laver Robert Mark            | Roy Emerson Neale Fraser           | 1–6, 6–2, 6–4, 6–4          |      |
| 1959                                                                       | Rod Laver Robert Mark            | Don Candy Robert Howe              | 9–7, 6–4, 6–2               |      |
| 1958                                                                       | Ashley Cooper Neale Fraser       | Roy Emerson Bob Mark               | 7–5, 6–8, 3–6, 6–3, 7–5     |      |
| 1957                                                                       | Neale Fraser Lew Hoad            | Malcolm Anderson Ashley Cooper     | 6–3, 8–6, 6–4               |      |
| 1956                                                                       | Lew Hoad Ken Rosewall            | Don Candy Mervyn Rose              | 10–8, 13–11, 6–4            |      |
| 1955                                                                       | Vic Seixas Tony Trabert          | Lew Hoad Ken Rosewall              | 6–3, 6–2, 2–6, 3–6, 6–1     |      |
| 1954                                                                       | Rex Hartwig Mervyn Rose          | Neale Fraser Clive Wilderspin      | 6–3, 6–4, 6–2               |      |
| 1953                                                                       | Lew Hoad Ken Rosewall            | Don Candy Mervyn Rose              | 9–11, 6–4, 10–8, 6–4        |      |
| 1952                                                                       | Frank Sedgman Ken McGregor       | Don Candy Mervyn Rose              | 6–4, 7–5, 6–3               |      |
| 1951                                                                       | Ken McGregor Frank Sedgman       | John Bromwich Adrian Quist         | 11–9, 2–6, 6–3, 4–6, 6–3    |      |
| 1950                                                                       | John Bromwich Adrian Quist       | Jaroslav Drobný Eric Sturgess      | 6–3, 5–7, 4–6, 6–3, 8–6     |      |
| 1949                                                                       | John Bromwich Adrian Quist       | Geoffrey Brown Bill Sidwell        | 1–6, 7–5, 6–2, 6–3          |      |
| 1948                                                                       | John Bromwich Adrian Quist       | Colin Long Frank Sedgman           | 1–6, 6–8, 9–7, 6–3, 8–6     |      |
| 1947                                                                       | John Bromwich Adrian Quist       | Frank Sedgman George Worthington   | 6–1, 6–3, 6–1               |      |
| 1946                                                                       | John Bromwich Adrian Quist       | Max Newcombe Leonard Schwartz      | 6–3, 6–1, 9–7               |      |
| Torneio não realizado entre 1941 e 1945, devido à Segunda Guerra Mundial.  |                                  |                                    |                             |      |
| 1940                                                                       | John Bromwich Adrian Quist       | Jack Crawford Vivian McGrath       | 6–3, 7–5, 6–1               |      |
| 1939                                                                       | John Bromwich Adrian Quist       | Colin Long Don Turnbull            | 6–4, 7–5, 6–2               |      |
| 1938                                                                       | John Bromwich Adrian Quist       | Henner Henkel Gottfried von Cramm  | 7–5, 6–4, 6–0               |      |
| 1937                                                                       | Adrian Quist Don Turnbull        | John Bromwich Jack Harper          | 6–2, 9–7, 1–6, 6–8, 6–4     |      |
| 1936                                                                       | Adrian Quist Don Turnbull        | Jack Crawford Vivian McGrath       | 6–8, 6–2, 6–1, 3–6, 6–2     |      |
| 1935                                                                       | Jack Crawford Vivian McGrath     | Pat Hughes Fred Perry              | 6–4, 8–6, 6–2               |      |
| 1934                                                                       | George Hughes Fred Perry         | Adrian Quist Don Turnbull          | 6–8, 6–3, 6–4, 3–6, 6–3     |      |
| 1933                                                                       | Keith Gledhill Ellsworth Vines   | Jack Crawford Gar Moon             | 6–4, 10–8, 6–2              |      |
| 1932                                                                       | Jack Crawford Edgar Moon         | Harry Hopman Gerald Patterson      | 12–10, 6–3, 4–6, 6–4        |      |
| 1931                                                                       | Charles Donohoe Ray Dunlop       | Jack Crawford Harry Hopman         | 8–6, 6–2, 5–7, 7–9, 6–4     |      |
| 1930                                                                       | Jack Crawford Harry Hopman       | Tim Fitchett John Hawkes           | 8–6, 6–1, 2–6, 6–3          |      |
| 1929                                                                       | Jack Crawford Harry Hopman       | Jack Cummings Gar Moon             | 6–1, 6–8, 4–6, 6–1, 6–3     |      |
| 1928                                                                       | Jean Borotra Jacques Brugnon     | Edgar Moon James Willard           | 6–2, 4–6, 6–4, 6–4          |      |
| 1927                                                                       | John Hawkes Gerald Patterson     | Ian McInness Pat O'Hara Wood       | 8–6, 6–2, 6–1               |      |
| 1926                                                                       | John Hawkes Gerald Patterson     | James Anderson Pat O'Hara Wood     | 6–1, 6–4, 6–2               |      |
| 1925                                                                       | Pat O'Hara Wood Gerald Patterson | James Anderson Fred Kalms          | 6–4, 8–6, 7–5               |      |
| 1924                                                                       | James Anderson Norman Brookes    | Pat O'Hara Wood Gerald Patterson   | 6–2, 6–4, 6–3               |      |
| 1923                                                                       | Pat O'Hara Wood Bert St. John    | Dudley Bullough Horace Rice        | 6–4, 6–3, 3–6, 6–0          |      |
| 1922                                                                       | John Hawkes Gerald Patterson     | James Anderson Norman Peach        | 8–10, 6–0, 6–0, 7–5         |      |
| 1921                                                                       | Rhys Gemmell Sidney H. Eaton     | N. Brearley Edward Stokes          | 7–5, 6–3, 6–3               |      |
| 1920                                                                       | Pat O'Hara Wood Ron Thomas       | Horace Rice Ray Taylor             | 6–1, 6–0, 7–5               |      |
| 1919                                                                       | Pat O'Hara Wood Ron Thomas       | James Anderson Arthur Lowe         | 7–5, 6–1, 7–9, 3–6, 6–3     |      |
| Torneio não realizado entre 1916 e 1918, devido à Primeira Guerra Mundial. |                                  |                                    |                             |      |
| 1915                                                                       | Horace Rice Clarence V. Todd     | Gordon Lowe Bert St. John          | 8–6, 6–4, 7–9, 6–3          |      |
| 1914                                                                       | Ashley Campbell Gerald Patterson | Rodney Heath Arthur O'Hara Wood    | 7–5, 3–6, 6–3, 6–3          |      |
| 1913                                                                       | Alf Hedeman Ernie Parker         | Harry Parker Ray Taylor            | 8–6, 4–6, 6–4, 6–4          |      |
| 1912                                                                       | James Cecil Parke Charles Dixon  | Alfred Beamish Gordon Lowe         | 6–4, 6–4, 6–2               |      |
| 1911                                                                       | Rodney Heath Randolph Lycett     | John Addison Norman Brookes        | 6–2, 7–5, 6–0               |      |
| 1910                                                                       | Ashley Campbell Horace Rice      | Rodney Heath J. L. Odea            | 6–3, 6–3, 6–2               |      |
| 1909                                                                       | J. P. Keane Ernie Parker         | Tom Crooks Anthony Wilding         | 1–6, 6–1, 6–1, 9–7          |      |
| 1908                                                                       | Fred Alexander Alfred Dunlop     | Granville G. Sharp Anthony Wilding | 6–3, 6–2, 6–1               |      |
| 1907                                                                       | William Gregg Harry Parker       | Horace Rice George Wright          | 6–2, 3–6, 6–2, 6–2          |      |
| 1906                                                                       | Rodney Heath Anthony Wilding     | Charles Cecil Cox Harry Parker     | 6–2, 6–4, 6–2               |      |
| 1905                                                                       | Randolph Lycett Tom Tachell      | Basil Spence Edgar T. Barnard      | 11–9, 8–6, 1–6, 4–6, 6–1    |      |

Pisos: 
      Duro 
      Saibro 
      Grama 
      Carpete 